# Kinderhandel

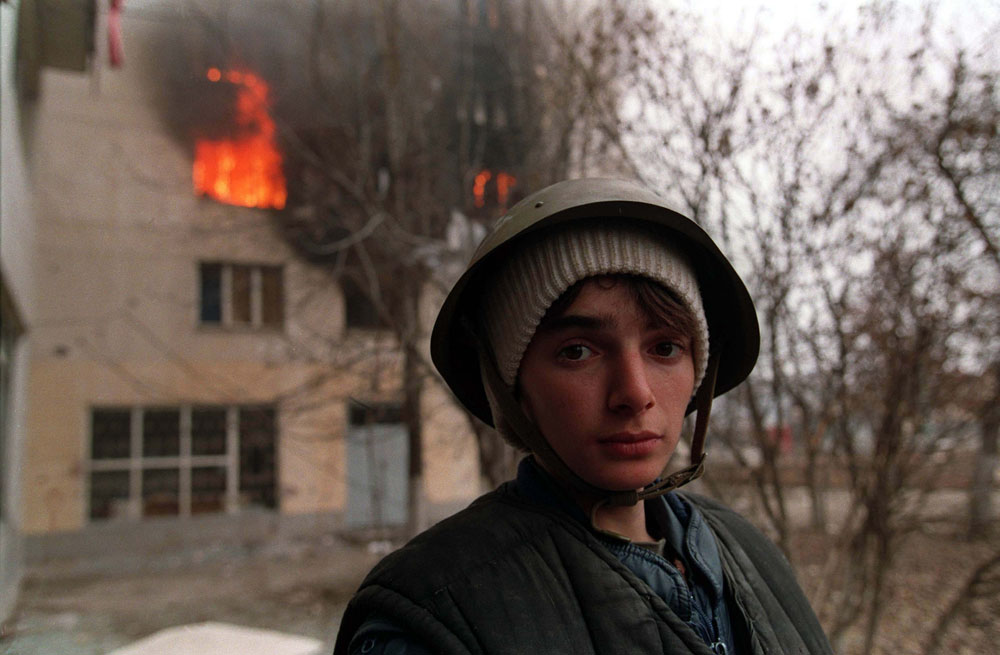
Kindsoldaat in Grozny, Tsjetsjenië

Kinderhandel is een vorm van mensenhandel. Het is een criminele activiteit die bestaat uit het rekruteren, transporteren, herbergen of ontvangen van kinderen met het doel hen te exploiteren.
Onder exploitatie wordt onder andere prostitutie, dwangarbeid, slavernij of het verwijderen van organen verstaan. Andere vormen zijn misbruik van kinderen als bruid, kindsoldaat, bedelaar, sporter, of voor religieuze handelingen. De Internationale Arbeidsorganisatie schat dat er in 2003 1.2 miljoen kinderen slachtoffer waren van kinderhandel.
Naar schatting tien miljoen kinderen werken als slaaf, hoewel ook wel schattingen van 100 miljoen worden gehoord. Kindsoldaten in Colombia en Afrika zijn voorbeelden van moderne slavernij. Verder werken kinderen als slaaf in steengroeven, in de tapijtindustrie en in sweatshops in India en op cacaoplantages in Ivoorkust. In China worden jaarlijks tussen de 10.000 en 70.000 kinderen verhandeld voor seks, werk of adoptie.
Kinderhandelaren maken meestal gebruik van de extreme armoede van ouders en nemen kinderen vaak onder valse voorwendselen mee. Zij vertellen de ouders bijvoorbeeld dat de kinderen tijdelijk bij een pleeggezin worden geplaatst om aan te sterken. In sommige gevallen worden kinderen geroofd, bijvoorbeeld uit ziekenhuizen. Ook komt het voor dat kinderen uit tehuizen worden verhandeld, dan wordt gebruikgemaakt van de machteloosheid van de ouders.